# Utricularia spruceana
Utricularia spruceana  es una especie botánica de planta carnívora anual, terrestre, o subacuática,  del género Utricularia en la familia de las Lentibulariaceae). 
Es endémica de Sudamérica:  Brasil, Colombia, Surinam, Venezuela.
Peter Taylor había reducido a esta especie a sinónimo como  U. resupinata, en 1967, porque la única diferencia entre especímenes examinados en ese tiempo era el menor tamaño de U. spruceana. Otras colecciones de ambas especies después de la  publicación, hicieron a Taylor a restablecer U. spruceana basado en esas colecciones que ya desplegaban mayores diferencias entre las especies.